# Distretto di Noen Kham
Il distretto di Noen Kham (in thailandese: เนินขาม) è un distretto (amphoe) della Thailandia, situato nella provincia di Chainat.